# 哈爾斯山
66°41′S 64°11′W / 66.683°S 64.183°W
哈爾斯山是南極洲的山峰，位於葛拉漢地的弗因海岸，海拔高度1,470米，在1947年由英國探險隊繪入地圖，該山峰以瑞典的書誌學家命名。